# Habralictus callichroma
Habralictus callichroma är en biart som först beskrevs av Cockerell 1901.  Habralictus callichroma ingår i släktet Habralictus och familjen vägbin. Inga underarter finns listade i Catalogue of Life.